# 奧里納 (伊利諾伊州)
奧里納（英語：Oreana）是位於美國伊利諾伊州梅肯縣的一個村落。

## 地理
奧里納的座標為39°56′17″N 88°52′10″W / 39.93806°N 88.86944°W，而該地最高點為海拔高度209米（即686英尺）。

## 人口
根據2010年美國人口普查的數據，奧里納的面積為1.29平方千米，當中陸地面積為1.29平方千米，而水域面積為0.00平方千米。當地共有人口875人，而人口密度為每平方千米678人。